# Leonid Alexandrowitsch Portenko
Leonid Alexandrowitsch Portenko (russisch Леонид Александрович Портенко, wiss. Transliteration Leonid Aleksandrovič Portenko; * 11. Oktober 1896 in Smela, Gouvernement Kiew, Russisches Reich; † 26. Mai 1972 in Leningrad, UdSSR) war ein russischer Ornithologe und Zoogeograf, der sich vor allem durch die Erforschung der Vogelwelt der nördlichen und nordöstlichen Paläarktis verdient gemacht hat.

## Leben und Wirken
Portenko wurde 1896 als Sohn eines Geodäten in der ukrainischen Stadt Smela geboren, wo er das klassische Gymnasium besuchte. Im Anschluss trat er ein Studium bei dem damals berühmten russischen Ornithologen Michail Alexandrowitsch Menzbier an der Staatlichen Universität Moskau an. Bereits früh hatte er sich für die Natur interessiert, Vögel präpariert, gezeichnet oder in Öl gemalt. Ab 1926 promovierte er an der ornithologischen Abteilung des Zoologischen Instituts der Russischen Akademie der Wissenschaften in Leningrad. Die Leitung desselben hatte Pjotr Petrowitsch Suschkin inne, der einen bedeutenden fachlichen Einfluss auf ihn ausübte. 1929 wechselte er für das folgende Jahrzehnt an das Institut für Arktisforschung. 1940 kehrte er wieder zur ornithologischen Abteilung zurück, wo er bis zu seinem Tode tätig war.
Während seines gesamten Berufslebens unternahm Portenko weite Reisen und trug damit wesentlich zur Erforschung der paläarktischen Vogelwelt bei. In frühen Jahren widmete er sich der Vogelwelt des Dnepr, Podoliens und der Schwarzmeerküste. Während seiner Zeit am Institut für Arktisforschung besuchte er vor allem die wenig erforschten Gebiete Nordrusslands und Sibiriens wie den nördlichen Ural, Nowaja Semlja, die Taimyra- und Anadyr-Region, die Tschuktschen-Halbinsel, die Wrangelinsel, das Korjaken-Gebiet und Kamtschatka sowie die Kurilen. Von seinen Expeditionen brachte er umfangreiche Feldnotizen und zahlreiche Zeichnungen, Fotos und Bälge von Vögeln und Säugetieren mit, die heute in den Sammlungen der Nationalakademie aufbewahrt werden.
Zwischen den ausgedehnten Expeditionen unternahm er Reisen in die Karpaten, den Kaukasus, in die Ukraine, nach Kasachstan und Mittelasien.
Die Ergebnisse seiner Feldarbeit publizierte Portenko in über 100 Fachartikeln und umfangreichen Monografien. 1937 erschien Die Vogelfauna des außerpolaren Teiles des Nordurals, 1939 in zwei Bänden Die Fauna der Anadyrregion. Kurz vor und nach seinem Tod wurde 1972 und 1973 das zweibändige Werk Die Vögel der Halbinsel Chukotka und der Insel Wrangel veröffentlicht. Unter der Leitung Portenkos entstand zudem bis 1960 das vierbändige Bestimmungswerk Die Vögel der UdSSR, dessen beiden letzten Bände zu den Passeriformes (1954 und 1960) er komplett selbst verfasste.
Gemeinsam mit Erwin Stresemann und Gottfried Mauersberger begründete Portenko den Atlas der Verbreitung palaearktischer Vögel, der seit 1960 im Akademie Verlag herausgegeben wurde. Im Journal für Ornithologie veröffentlichte er Beiträge über zuvor kaum erforschte Limikolenarten Nordsibiriens wie Löffelstrandläufer, Sichelstrandläufer und Graubrust-Strandläufer.
Neben seiner Forschungstätigkeit war Portenko als Hochschullehrer, Studienleiter und Organisator tätig und nahm aktiv an den sowjetischen Ornithologenkongressen und Fachausschüssen teil. Enge Verbindungen pflegte er mit den Ornithologen des Baltikums. Er war Mitglied der Baltischen Kommission für Vogelzugforschung und ab 1958 Kurator der wiedereröffneten ornithologischen Station in Rybatschi auf der Kurischen Nehrung. Auch in den Westen hatte Portenko gute Beziehungen und vertrat die UdSSR auf Internationalen Fachkongressen, unter anderem war er mehrfach Mitglied des International Ornithological Committee. Ehrenmitglied war er in der Deutschen Ornithologen-Gesellschaft (seit 1963), in der American Ornithologists’ Union sowie in zahlreichen Organisationen in seiner Heimat.